# Alaimus parvus
Alaimus parvus är en rundmaskart som beskrevs av Robert Folger Thorne 1939. Alaimus parvus ingår i släktet Alaimus och familjen Alaimidae. Arten är reproducerande i Sverige. Inga underarter finns listade i Catalogue of Life.